# Parischnolea jatai
Parischnolea jatai är en skalbaggsart som beskrevs av Martins och Maria Helena M. Galileo 1995. Parischnolea jatai ingår i släktet Parischnolea och familjen långhorningar. Inga underarter finns listade i Catalogue of Life.